# Globba aurantiaca
Globba aurantiaca är en enhjärtbladig växtart som beskrevs av Friedrich Anton Wilhelm Miquel. Globba aurantiaca ingår i släktet Globba och familjen Zingiberaceae. Inga underarter finns listade i Catalogue of Life.